# Silvertone
Silvertone – marka instrumentów muzycznych i sprzętu audio sprzedawanych przez firmę Sears od lat 30. XX wieku do 1972.
Gitary elektryczne tej marki charakteryzowały się ciekawym wyglądem i niewygórowaną ceną, dzięki czemu zdobyły sobie popularność wśród młodych muzyków. Do grania na gitarach Silvertone przyznają się m.in. Rudy Sarzo, Chet Atkins, Bob Dylan, John Fogerty, Tom Fogerty, James Hetfield, Dave Grohl, Phil Keaggy i Mark Knopfler. Natomiast Jack White z The White Stripes używał wzmacniaczy Silvertone. Dziś szczególnie cenne są modele z lat 60., stanowiące obiekty kolekcjonerskie. W XXI wieku rozpoczęto produkcję gitar tej marki w Chinach i Indonezji. Modele indonezyjskie cechują się wyższą jakością, natomiast chińskie sprzedawane są głównie w zestawach ze wzmacniaczem i innymi akcesoriami. Gitary serii Revolver i Blues King stanowią alternatywę dla gitar marki Fender i Gibson.